# Ana Cristina de Sulzbach
Ana Cristina de Sulzbach (Sulzbach-Rosenberg, 5 de fevereiro de 1704 – Turim, 12 de março de 1723), por vezes também chamada de Ana Cristina da Baviera, foi uma princesa do Círculo da Baviera do Sacro Império Romano-Germânico e a primeira esposa de Carlos Emanuel, Príncipe de Piemonte, herdeiro da Ducado de Saboia.

## Biografia
Nascida condessa palatina de Sulzbach, Ana Cristina Luísa era a oitava filha de Teodoro Eustáquio do Palatinado-Sulzbach e Maria Leonor de Hesse-Rotemburgo. Seu pai era chefe de um ramo cadete católico romano da casa de Wittelsbach da Baviera. Semelhantemente, sua mãe pertencia à um ramo cadete católico romano da casa de Hesse.
Cristina era prima em primeiro grau de Polixena de Hesse-Rotemburgo, a subsequente esposa de seu futuro marido, de Carolina de Hesse-Rotemburgo, a princesa de Condé, e de Cristina de Hesse-Rotemburgo, a esposa do príncipe de Carignano, chefe de um ilustre ramo cadete da Casa de Saboia. Cristina esteve entre as 99 princesas na lista das potenciais noivas para o jovem rei Luís XV da França.
Finalmente, em 15 de março de 1722, em Vercelli, Cristina casou com Carlos Emanuel, Príncipe de Piemonte, filho de Vítor Amadeu II, Duque de Saboia e Ana Maria de Orleães e herdeiro do trono de Saboia. No ano seguinte, ela deu à luz ao seu único filho, Vítor Amadeu, que foi intitulado Duque de Aosta. Ela morreu alguns dias depois, em 12 de março de 1723, aos 19 anos, de complicações pós-parto.
Foi sepultada na Catedral de São João Batista, em Turim, até ser novamente sepultada na Basílica de Superga em 1786.